# Крес (Лот)
Крес (фр. Creysse) насеље је и општина у јужној Француској у региону Миди Пирене, у департману Лот која припада префектури Гурдон.
По подацима из 2011. године у општини је живело 293 становника, а густина насељености је износила 30,81 становника/km². Општина се простире на површини од 9,51 km². Налази се на средњој надморској висини од 121 метар (максималној 316 m, а минималној 95 m).

## Демографија
| 1962. | 1968. | 1975. | 1982. | 1990. | 1999. | 2011. |
| ----- | ----- | ----- | ----- | ----- | ----- | ----- |
| 224   | 264   | 234   | 248   | 227   | 257   | 293   |

График промене броја становника у току последњих година